# Atletismo nos Jogos Pan-Americanos de 2015 - 1500 m feminino
A competição dos 1500 m rasos feminino foi um dos eventos do atletismo nos Jogos Pan-Americanos de 2015, em Toronto. Foi disputada no Estádio CIBC de Atletismo Pan e Parapan-Americano no dia  25 de julho.

## Calendário
Horário local (UTC-4).
| Data        | Horário | Fase  |
| ----------- | ------- | ----- |
| 25 de julho | 19:00   | Final |

## Medalhistas
| Ouro   | COL Muriel Coneo             |
| Prata  | CAN Nicole Edwards Sifuentes |
| Bronze | CAN Sasha Gollish            |

## Recordes
Recordes mundial e pan-americano antes da disputa dos Jogos Pan-Americanos de 2015.
| Tipo                             | Atleta      | Tempo   | Local    | Data                   |
| -------------------------------- | ----------- | ------- | -------- | ---------------------- |
|                                  | Qu Yunxia   | 3:50.46 | Pequim   | 11 de setembro de 1993 |
| Recorde dos Jogos Pan-Americanos | Mary Decker | 4:05.70 | San Juan | 13 de julho de 1979    |

## Resultados

### Final
| Colocação         | Atleta                   | Nacionalidade      | Tempo   | Notas                |
| ----------------- | ------------------------ | ------------------ | ------- | -------------------- |
| Medalha de ouro   | Muriel Coneo             | COL Colômbia       | 4:09.05 | Recorde nacional     |
| Medalha de prata  | Nicole Edwards Sifuentes | CAN Canadá         | 4:09.13 |                      |
| Medalha de bronze | Sasha Gollish            | CAN Canadá         | 4:10.11 |                      |
| 4                 | Cory McGee               | USA Estados Unidos | 4:11.12 |                      |
| 5                 | Flavia de Lima           | BRA Brasil         | 4:16.53 |                      |
| 6                 | Arletis Thaureaux        | CUB Cuba           | 4:19.60 | Recorde pessoal      |
| 7                 | Cristina Guevara         | MEX México         | 4:20.40 | Recorde da temporada |
| 8                 | Andrea Ferris            | PAN Panamá         | 4:23.96 | Recorde da temporada |
| 9                 | Maria Osorio             | VEN Venezuela      | 4:24.45 |                      |
| 10                | Kleidiane Jardin         | BRA Brasil         | 4:24.86 |                      |
| 11                | Pia Fernández            | URU Uruguai        | 4:27.17 |                      |
| 11                | Adriana Muñoz            | CUB Cuba           | DNF     |                      |

Legenda
| Recorde mundial                  | Recorde mundial (World record)               |                       | Recorde africano                      | Recorde africano (African) |                                           | Q | Classificado por posição (Qualified) |
| Recorde dos Jogos Pan-Americanos | Recorde pan-americano (Pan-American record)  | Recorde da América    | Recorde da América (Americas)         | q                          | Classificado por melhor tempo (Qualified) |   |                                      |
| Melhor marca do ano              | Melhor marca do ano (World leading)          | Recorde asiático      | Recorde asiático (Asian)              | DNS                        | Não largou (Did not start)                |   |                                      |
| Recorde nacional                 | Recorde nacional (National record)           | Recorde europeu       | Recorde europeu (European)            | DNF                        | Não terminou (Did not finish)             |   |                                      |
| Recorde pessoal                  | Recorde pessoal do atleta (Personal best)    | Recorde da Oceania    | Recorde da Oceania (Oceania)          | DSQ / DQ                   | Desclassificado (Disqualified)            |   |                                      |
| Recorde da temporada             | Recorde da temporada do atleta (Season best) | Recorde sul-americano | Recorde sul-americano (South America) | NM                         | Sem marca (No mark)                       |   |                                      |